# Jean-Michel Liade Gnonka
Jean-Michel Liade Gnonka (Ouagadougou, 20 luglio 1980) è un ex calciatore burkinabé, di ruolo difensore.

## Carriera

### Nazionale
Ha debuttato in nazionale il 7 febbraio 1998, in Burkina Faso-Camerun (0-1). Ha partecipato, con la nazionale, alla Coppa d'Africa 1998, alla Coppa d'Africa 2000 e alla Coppa d'Africa 2004. Ha collezionato in totale, con la maglia della nazionale, 8 presenze.

## Palmarès

### Club

#### Competizioni nazionali
- Coupe du Faso: 1

Étoile Ouagadougou: 2006